# Phare de Reykjanes
Pour les articles homonymes, voir Reykjanes.
Ne doit pas être confondu avec Phare de Reykjanestá.
Le phare de Reykjanes (en islandais : Reykjanesviti) est le plus vieux phare d'Islande. Il est situé sur le Reykjanes, à l'extrémité sud-ouest de la Reykjanesskagi.

## Galerie

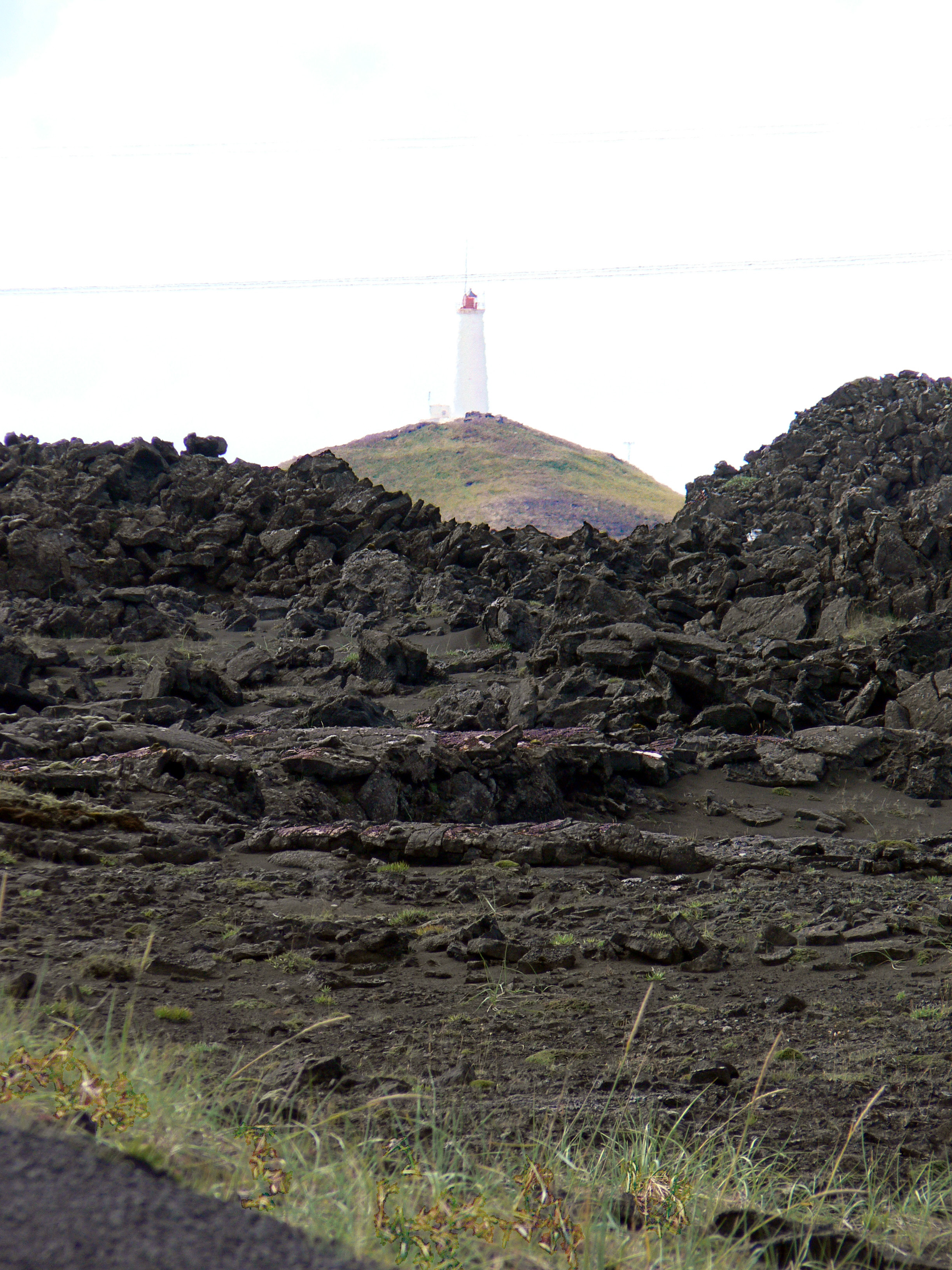
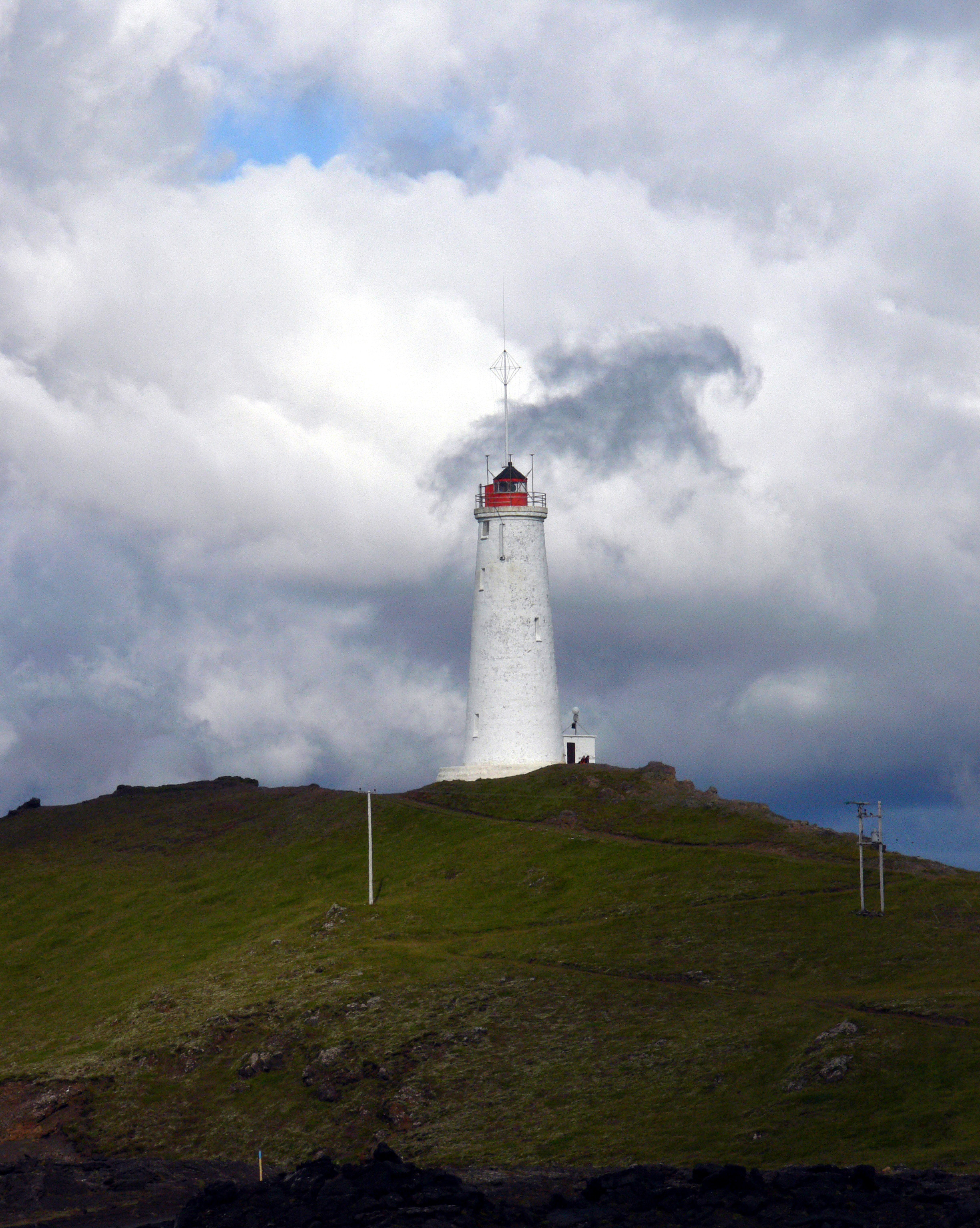
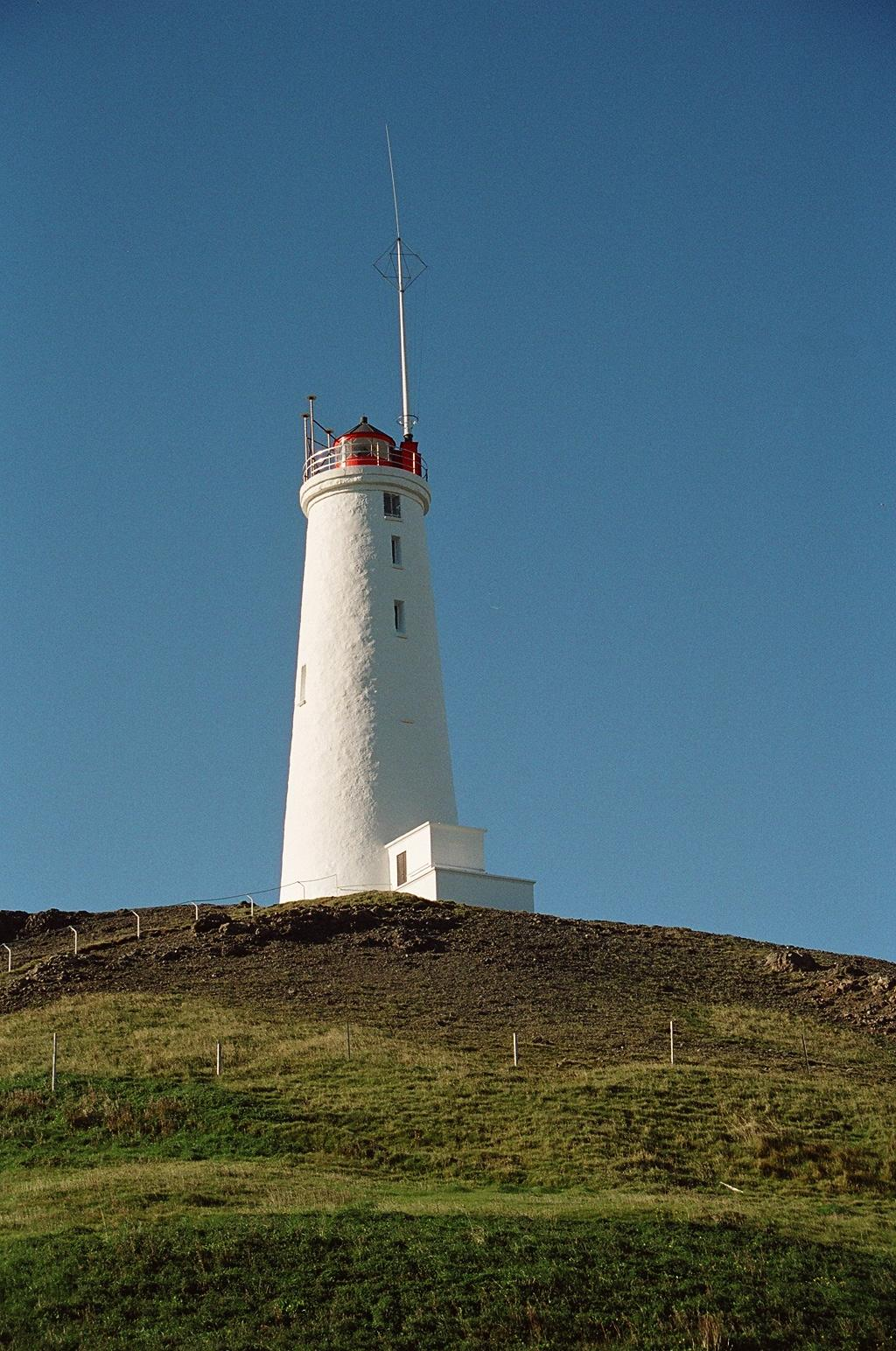